# Communion protestante luthéro-réformée
 (août 2024).
Si vous disposez d'ouvrages ou d'articles de référence ou si vous connaissez des sites web de qualité traitant du thème abordé ici, merci de compléter l'article en donnant les références utiles à sa vérifiabilité et en les liant à la section « Notes et références ».
La Communion protestante luthéro-réformée, ainsi dénommée en 2007, auparavant Conseil permanent luthéro-réformé, est l'organe de liaison et de collaboration des quatre Églises luthériennes et réformées de France qui sont membres du Conseil œcuménique des Églises.
Elles avaient travaillé à un projet d'union qui n'a pas abouti en 1969 (L'Esquisse pour une Église évangélique unie). Ces Églises ont maintenu et développé depuis des liens forts. Des processus d'union ont repris entre elles, aboutissant en 2006 à la création de l'Union des Églises protestantes d'Alsace et de Lorraine, unissant l'Église protestante de la Confession d'Augsbourg d'Alsace et de Lorraine et l'Église protestante réformée d'Alsace et de Lorraine, et en 2013 à la fondation de l'Église protestante unie de France entre l'Église évangélique luthérienne de France et l'Église réformée de France.
Ces collaborations portent dans les domaines de la catéchèse, de la formation des ministres et de la communication.
Le coordonnateur actuel de l'organisation est le pasteur Franck Honegger 